# Застрожный, Владимир Кириллович
Владимир Кириллович Застрожный (25 августа 1924, Девица — 6 сентября 1994, Пенза) — русский советский поэт, работник учреждений культуры Пензенской области, Заслуженный работник культуры РСФСР (1969), Почётный гражданин города Пензы (1993). Известен как автор слов песни «Восемнадцать лет».

## Биография
Родился 25 августа 1924 года в селе Девица ныне — Семилукского района Воронежской области.
С началом Великой Отечественной войны зачислен в Ленинградское военно-морское училище им. М. В. Фрунзе, окончив которое ускоренным выпуском, в 1942 году направлен на Балтийский флот — служил на эсминце «Славный», потом на Северный флот — служил на плавучей базе подводных лодок, затем переведён на Тихоокеанский флот. Демобилизован в 1948 году.
В 1948 году приехал к родителям, которые в войну эвакуировались из Воронежа в Пензу, работал инспектором по художественной самодеятельности в Пензенском областном управлении культуры.
В 1950-х годах был назначен директором Дома народного творчества. Вместе с Октябрем Гришиным выступил одним из основателей Пензенского русского народного хора. Написал множество песен, в том числе в 1958 году слова песни «Восемнадцать лет».
Возглавлял областной научно-методический центр народного творчества и культпросветработы.
Не стало 6 сентября 1994 г. Похоронен на Новозападном кладбище г. Пензы. 

## Творчество
Автор сборников стихов: «Восемнадцать лет» (Пенза, 1962), «Мороз и девчонки» (Воронеж, 1964), книги «Подсказано жизнью» (Саратов, 1987),
Автор слов к песням: «Восемнадцать лет», «Городок наш не столичный», «Русская зима» (все на музыку О. В. Гришина).

## Награды и признание
- Орден Трудового Красного Знамени;
- Орден Отечественной войны II степени (1985)[1];
- Медаль «За победу над Германией в Великой Отечественной войне 1941—1945 гг.»[2];
- Медаль «За победу над Японией»;
- Медаль «В ознаменование 100-летия со дня рождения Владимира Ильича Ленина»;
- Юбилейные медали СССР и России, приуроченные к юбилейным датам Победы в Великой Отечественной войне;
- Звание Заслуженный работник культуры РСФСР (1969);
- Звание «Почётный гражданин города Пензы» (1993)[3];
- Знак «Победитель социалистического соревнования».

## Память
- В 2014 году в Пензе на доме № 8 по улице Московской, где в 1960-х годах находился Дом народного творчества, была установлена мемориальная доска в честь Владимира Застрожного[4].

- В 2019 году в одном из залов Пензенской картинной галереи к 95-летию со дня рождения В.К. Застрожного экспонировались две выставки: «Сын России» — личные вещи и фотографии поэта в сопровождении произведений из фондов нашего музея; и «Портрет на фоне эпохи» — выставка документов и печатных материалов, подготовленная Пензенской областной библиотекой им. М.Ю.Лермонтова[5].

- 20 марта 2024 года в Пензенской областной библиотеке им. М.Ю. Лермонтова состоялось открытие большой книжно-документальной выставки «Мой край родной! Отечество святое!», посвящённой 100-летию со дня рождения Владимира Кирилловича Застрожного. На выставке представлены документы из фондов Лермонтовской библиотеки и личного архива семьи Застрожных, предоставленных сыном Владимира Кирилловича - Кириллом Владимировичем, директором Пензенской картинной галереи имени К. А. Савицкого[6].